# بيدرو رويز (لاعب كرة قدم)
بيدرو رويز (بالإسبانية: Pedro Ruiz La Rosa)‏ هو مدرب كرة قدم ولاعب كرة قدم بيروفي في مركز الوسط، ولد في 6 يوليو 1947 في Huaral ‏ في بيرو. شارك مع منتخب بيرو لكرة القدم. أما مع النوادي، فقد لعب مع خوان أوريتش ونادي سبورتينغ كريستال.

## وصلات خارجية
- بيدرو رويز (لاعب كرة قدم) على موقع قاعدة بيانات كرة القدم.إي يو (الإنجليزية)
- بيدرو رويز (لاعب كرة قدم) على موقع ناشيونال فوتبول تيمز (الإنجليزية)